# سرگیی استچکین
سرگیی بوریسویچ استچکین (به روسی: Серге́й Бори́сович Сте́чкин) (زاده ۶ سپتامبر ۱۹۲۰-درگذشته ۲۲ نوامبر ۱۹۹۵ در مسکو) ریاضیدان اهل شوروی سابق بود.

## زندگی و کارنامه
او فرزند یک مهندس موتورهای هواپیما بود. او در دانشگاه مسکو درس ریاضیات و مکانیک خواند و در سال ۱۹۴۸ با سرپرستی سرگئی برنشتاین دانش آموخته دوره دکتری ریاضیات شد. وی سپس به کار در مؤسسه ریاضیات استکلوف پرداخت. وی استاد دانشگاه مسکو بود. زمینه پژوهشی او نظریه اعداد، نظریه تقریب و آنالیز ریاضی بود. استچکین دارای عدد اردوش ۲ بود.